# Грю, Джозеф Кларк
Джозеф Кларк Грю (англ. Joseph Clark Grew; 27 мая 1880 — 25 мая 1965) — американский дипломат.

## Биография
Родился в Бостоне. В 1902 году окончил Гарвардский университет. С 1904 года на дипломатической службе.
Был клерком консульства, а затем вице-консулом в Египте. В 1920—1921 — посол в Дании. В 1921—1924 — посол в Швейцарии.
В 1924—1927 годах — заместитель госсекретаря США.
В 1927—1932 годах — посол в Турции.
В 1932—1942 годах — посол в Японии. Находился на этой должности до атаки на Пёрл-Харбор и начала войны между Японией и США.
В 1944—1945 годах — заместитель госсекретаря США.